# Želví věž

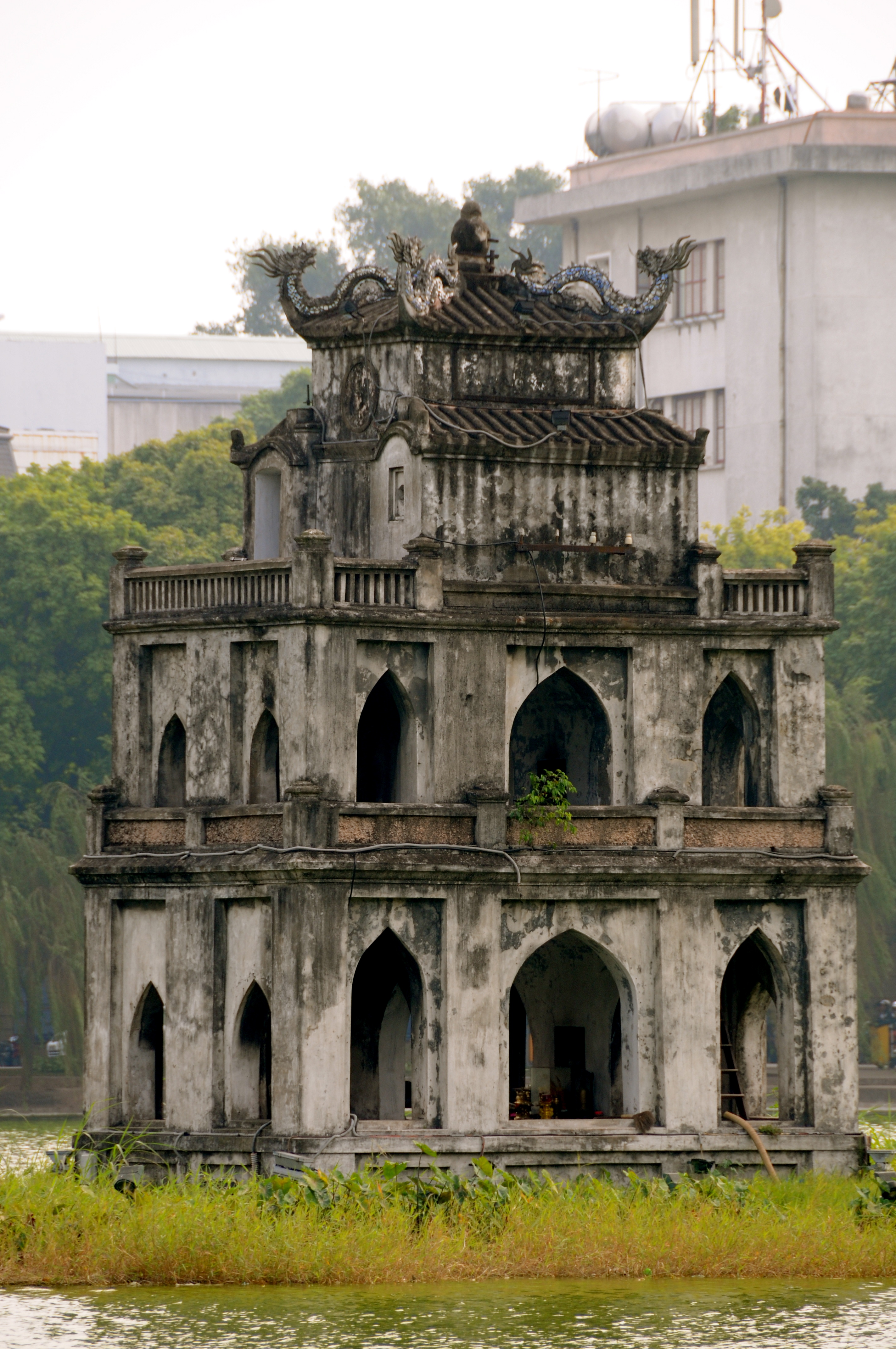
Želví věž

Želví věž je malá věž na umělém ostrově uprostřed jezera Ho Hoan Kiem (Jezero navráceného meče) v centru Hanoje. V současnosti slouží jako turistická atrakce.

## Historie
Ostrov byl nejprve používán jako místo pro rybolov. V 15. století zde byla postavena věž, která měla zlepšit pohodlí královského rybolovu. V 17. a 18. století, za obnovené dynastie Lê, nechali páni Trịnh na ostrůvku postavit chrám Ta Vong. V 18. století za vlády dynastie Nguyễn chrám zmizel.
V roce 1886, když byl Vietnam okupován Francouzi, hudebník, který tajně pracoval pro Francouze, dostal od vlády povolení postavit uprostřed jezera Hoan Kiem věž na počest Lê Lợie, jedné z nejslavnějších postav vietnamské historie. Legendy obklopující jeho život jsou spojeny s jezerem Hoan Kiem a ostrovem.
V roce 1890 Francouzi vztyčili na vrcholu věže miniaturní Sochu svobody. V roce 1945, po svržení francouzské kontroly, nechala vietnamská vláda sochu sundat.